# Våtbyxan (vid Silkkikarinlahti, Björneborg)
Våtbyxan (finska: Maa-Pöksy) är en ö i Finland. Den ligger i Bottenhavet och i kommunen Björneborg i den ekonomiska regionen  Björneborgs ekonomiska region i landskapet Satakunta, i den västra delen av landet. Ön ligger omkring 33 kilometer nordväst om Björneborg och omkring 260 kilometer nordväst om Helsingfors.
Öns area är 1,5 hektar och dess största längd är 190 meter i sydväst-nordöstlig riktning.